# Wiesneria
Wiesneria é um género botânico da família alismataceae. O nome comemora o fisiologista Julius Wiesner. Este género é constituído três espécies. A planta é normalmente encontrada em poços naturais de água em planaltos lateríticos.

## Espécies
- Wiesneria filifolia Hook.f.
- Wiesneria schweinfurthii Hook.f.
- Wiesneria triandra (Dalzell) Micheli